# Помірні бактеріофаги

Життєвий цикл помірного бактеріофага

Помірні бактеріофаги, помірні фаги — бактеріофаги, які не викликають  лізогенію. Помірні бактеріофаги інфікують клітину, але не викликають її лізису. Після введення нуклеїнової кислоти в клітину господаря помірні фаги здатні надалі або піти літичним шляхом, аналогічно вірулентному фагу, або перейти в особливий стан, що отримав назву «профаг». При цьому ДНК бактеріофага, що потрапила в клітину, вбудовується в бактерійну хромосому або переходить у форму плазміди і передається спадково від клітини до клітини. Така бактерійна культура називається лізогенною. Під дією різних чинників, а іноді спонтанно може відбуватися перетворення профага на вегетативну форму, що супроводжується розмноженням бактеріофага, лізисом клітини і виходом бактеріофагів з клітини.